# Vladimir Graudyn
Vladimir Graudyn (né le 4 octobre 1963 à Moscou) est un athlète russe, spécialiste des courses de demi-fond.

## Biographie
En 1987, Vladimir Graudyn se classe deuxième du 800 mètres des Championnats d'Europe en salle de Liévin, et obtient une nouvelle médaille d'argent lors des Championnats du monde en salle d'Indianapolis, s’inclinant face au Brésilien José Luiz Barbosa.

### Palmarès
| Date | Compétition                    | Lieu         | Résultat | Épreuve |
| ---- | ------------------------------ | ------------ | -------- | ------- |
| 1987 | Championnats d'Europe en salle | Liévin       | 2e       | 800 m   |
| 1987 | Championnats du monde en salle | Indianapolis | 2e       | 800 m   |

### Records
| Épreuve | Performance   | Lieu | Date           |
| ------- | ------------- | ---- | -------------- |
| 800 m   | 1 min 44 s 10 | Oslo | 2 juillet 1988 |